# 나시레마
다수의 인류학자들과 사회과학자들은 나시레마(Nacirema)라는 용어를 통하여 자기비판적인 관점에서 미국 사회와 시민의 사고방식과 행위양식 등을 관찰하였다. '나시레마'는 '미국인'을 뜻하는 "아메리칸"(American)을 거꾸로 작성한 일종의 언어 유희이다.

## 나시레마 부족의 몸 의례
나시레마는 당대의 인류학자였던 호레이스 마이너가 미국 및 타문화권 사회의 문화에 관한 학계의 관점 및 접근법을 풍자한 나시레마 부족의 몸 의례 (Body Ritual among the Nacirema)라는 글에서 처음으로 쓰인 용어이다. 나시레마 부족의 몸 의례는 1956년 6월의 American Anthropologist에서 최초로 인쇄 및 발행되었다.
이 문서에서 마이너는 북아메리카의 잘 알려지지 않은 허구의 소수부족 나시레마에 대하여 설명한다. 이 부족은 기본적으로 육체가 아름답지 못하다는 생각을 갖고 있어, 마조히즘과 새디즘이 동반된 온갖 의례들을 몸에 수행한다. 호레이스 마이너가 나시레마의 여러 기이한 풍습들을 묘사하는 어조는 독자들로 하여금 이 부족의 관행들이 1950년대의 미국 사회를 빗대어 표현한 것이라는 사실에 거부감이 들게 한다. 하지만 실제로 그는 이 글을 통하여 미국문화의 문외한의 입장에서 미국의 구강 청결에 대한 집착과 의학의 의존에 대한 경향을 제공한 것이다.
마이너의 글은 매우 인기 있고 다수의 대중을 접하게 되어 수많은 사회학 및 인문학 입문서에 소개되어 있다. 또한 process analysis의 사례로 The Bedford Reader라는 문학 교재에 나와 있다. 나시레마 부족의 몸 의례는 American Anthropologist에 실렸던 글 중에서 가장 많은 재판(再版) 요청을 받은 글이다.

## 문화적 상대주의
나시레마와 이의 나시레마 부족의 몸 의례에서의 응용이 선사하는 바는 타문화권의 구성원이 미국 사회에 대하여 형성할 수 있는 관점을 소개시킴으로써 한 사회의 관념과 가치 혹은 문화적 영역은 다른 언어로 완전히 번역될 수 없으며, 또한 전적으로 이해될 수 없다는 문화적 상대주의의 이념을 표출한다.

## 같이 보기
- 낯설게하기